# Shang-Chi Sun
Shang-Chi Sun (* 13. Juni 1977 in Taipei) ist ein taiwanischer Choreograf und Tänzer. Seit 2001 lebt er in Deutschland.

## Leben
Shang-Chi Sun studierte Tanz an der National Dance Academy in Taiwan und absolvierte anschließend den Masterstudiengang Choreografie an der Hochschule für Schauspielkunst Ernst Busch in Berlin. 2005 erhielt er den Bayrischen Theater- und Literaturpreis der IHK-Kulturstiftung.
2008 gewann er mit seiner Choreografie Dialogue II den ersten Preis beim 12. Internationalen Solo Tanz Theater Festival Stuttgart.
Seitdem gastierte er in Asien und Europa und war Gast auf den Festivals Shizuoka Arts Festival (Japan), Bayer Kultur (Leverkusen), Taipei Arts Festival, Tel Aviv Dance Festival, Trinity Laban London und Tanz im August (Berlin).
In den 2010er Jahren hat er als Tänzer und Gastchoreograf für das Cloud Gate Dance Theatre in Taiwan, für Sasha Waltz & Guests, das Balletto Teatro Di Turino, das Staatstheater Nürnberg, die Transitions Dance Company London, sowie das Tanztheater Osnabrück und T.H.E Dance Company Singapore gearbeitet.
Seit 2007 kreierte er mit seiner Company mehrere Tanzaufführungen wie u. a. „Walk faster“ (2007), „Dialogue II“ (2008), „Nüwa“ (2009), „4.48/Ohne Titel“ (2010), “Je.Sans.Paroles” (2011), “Traverse” (2011), "Breakfast" (2012) und "Uphill" (2013), die regelmäßig in Europa und Asien  gezeigt werden (Maison de la Danse – Lyon, Festival Tanz im August – Berlin, Festival d’Avignon, International Taipei Arts Festival...).
Shang-Chi Sun erhielt zudem Unterstützung von dem Berliner Senat, Aerowaves Europe, Cloud Gate Dance Foundation Taiwan, Taiwan Cultural Center in Paris, dem Goethe-Institut und seit 2010 von der fabrik Potsdam im Rahmen von "Artists in residence".

## Werkauswahl
- 2006: Warum nicht? (Nürnberg Tanztheater)
- 2008: Dialogue II
- 2008: Walk Faster (9. International Taipei Arts Festival)
- 2009: Nüwa
- 2010: 4.48/Ohne Titel
- 2011: Deutsches Requiem/Johannes Brahms  (St. Egidien Nürnberg Chöre und Ensemble)
- 2011: Je.Sans.Paroles (Via Festival 2011)
- 2011: Traverse
- 2012: Breakfast
- 2013: Uphill
- 2013: Incomplete Harmony (Repertoire des Tanztheaters Osnabrück)
- 2013: Threads
- 2014: Transit in Préludes (im Bröhan-Museum Berlin)
- 2014: The Photographer (mit dem Kammerensemble Neue Musik Berlin)
- 2015: Nexus (T.H.E Dance Company Singapore)
- 2016: Promenade
- 2016: Spur (mit dem Ensemble KNM Berlin)